# Self Explanatory
Self Explanatory es el álbum debut de I-20. Fue lanzado en 2004, el 5 de octubre. En él colaboran muchos artistas de DTP. Los sencillos del disco fueron "Break Bread" (A.K.A. "Break Bread Nigga") producido por Lil' Jon y en colaboración de Ludacris y Bone Crusher llegó a la posición 78# en la lista Hot R&B/Hip-Hop Song. El segundo
fue "Fightin' in the Club" con Chingy, Lil' Fate & Tity Boi (de los Playa Circle) que se escuchó en discotecas de la zonas de Atlanta y Decatur pero no pasó de eso.

## Canciones
1. "Eyes Open (Intro)" - 1:46
2. "Meet the Dealer" (featuring Ludacris) - 3:40
3. "Fightin' in the Club" (featuring Chingy, Lil' Fate & Tity Boi) - 3:54
4. "The Realist" - 3:53
5. "Backstage" (featuring Butch Cassidy) - 3:37
6. "Break Bread" (featuring Ludacris & Bone Crusher) - 4:37
7. "May Sound Crazy" - 3:43
8. "Hennessey & Hydro" (featuring Three 6 Mafia) - 3:47
9. "Point 'Em Out" (featuring Juvenile) - 3:47
10. "So Decatur" - 4:00
11. "OG Anthem" (featuring Butch Cassidy) - 5:27
12. "Slow Fuckin'" (featuring Shawnna) - 5:43
13. "Kisha" - 4:36
14. "Hey Shawty" (featuring Devin the Dude) - 3:50

## Posiciones
| Lista (2004)           | Posición |
| ---------------------- | -------- |
| Billboard 200          | 42       |
| Top R&B/Hip Hop Albums | 5        |